# Hedwig Pauly-Winterstein

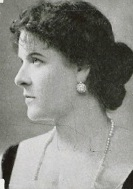
Hedwig Pauly-Winterstein
im Jahr 1904 in Berlin

Hedwig Pauly-Winterstein (* 16. Oktober 1866 als Hedwig Pauly in Breslau; † 22. August 1965) war eine deutsche Schauspielerin.

## Leben
Die Schauspieler-Tochter wollte ursprünglich Sängerin werden und besuchte daher in Berlin das Stern’sche Konservatorium. Da ihre Stimme jedoch nicht operntauglich war, wendete sie sich Ende der 80er Jahre dem Theater zu und begann ihre Schauspielerlaufbahn in Krefeld. 1890 wechselte Hedwig Pauly nach Magdeburg, eine Spielzeit später nach Bremen. Dort durfte sie erstmals tragende Rollen der Klassik spielen, darunter die Desdemona, das Gretchen, das Klärchen und die Hero. 1894 folgte die Künstlerin einem Ruf an das Deutsche Theater Berlin. An diesem Theater reüssierte sie auch in modernen Stücken, etwa als Agnes in Henrik Ibsens Brand. 1898 ging Hedwig Pauly an das Residenztheater, 1900 wechselte sie an die Secessionsbühne, wo sie mit der Schwanhild in Komödie der Liebe ihren Einstand gab.
Zu dieser Zeit, kurz vor der Jahrhundertwende, ehelichte sie den Kollegen Eduard von Winterstein. In der deutschen Hauptstadt war Hedwig Pauly, die sich nunmehr Pauly-Winterstein nannte, in den folgenden Jahren des frühen 20. Jahrhunderts ein langjähriges Mitglied des Schiller-Theaters. Mit Beginn der 20er Jahre kehrte die Künstlerin der Bühne weitgehend den Rücken zu und konzentrierte sich in diesem gesamten Jahrzehnt auf die Arbeit vor der Filmkamera. Dort sah man sie zumeist in mütterlichen Rollen, gelegentlich aber auch als Dame von Adel. In Ernst Lubitschs Historiendrama Anna Boleyn war sie die erste Ehefrau Heinrich VIII., Königin Katharina.

## Filmografie
- 1920: Lady Godiva
- 1920: Anna Boleyn
- 1920: Präsident Barrada
- 1922: Das Erbe
- 1923: Tragödie der Liebe, vier Teile
- 1923: Alles für Geld
- 1924: Der kleine Herzog
- 1925: Bismarck, 1. Teil
- 1925: Gräfin Mariza
- 1925: Der Bastard
- 1926: Der Herr des Todes
- 1926: Staatsanwalt Jordan
- 1927: Die Geliebte
- 1927: Dirnentragödie
- 1928: Weib in Flammen
- 1929: Ludwig der Zweite, König von Bayern
- 1930: Ihre Majestät die Liebe